# Плезантвил (Охајо)
Плезантвил (енгл. Pleasantville) град је у америчкој савезној држави Охајо.

## Демографија
По попису из 2010. године број становника је 960, што је 83 (9,5%) становника више него 2000. године.
| Група             | 2000.       | 2010.       |
| Белци             | 855 (97,5%) | 911 (94,9%) |
| Афроамериканци    | 1 (0,1%)    | 1 (0,1%)    |
| Азијати           | 5 (0,6%)    | 3 (0,3%)    |
| Хиспаноамериканци | 5 (0,6%)    | 8 (0,8%)    |
| Укупно            | 877         | 960         |